# 10 décembre en sport
10 novembre 10 janvier
Chronologies thématiques
- Croisades
- Ferroviaires
- Disney

Le 10 décembre (344e jour de l'année ou 345e en cas d'année bissextile) en sport.

## Événements

### XIXesiècle
- 1831 :
  - (Omnisports) : publication à New York du premier numéro de l’hebdomadaire « The Spirit of Times » qui ouvre très largement ses colonnes aux sports. Ce premier hebdomadaire sportif américain qui couvre également la scène culturelle (opéra, théâtre, musique…) est publié jusqu’en 1902.
- 1863 :
  - (Boxe) : Tom King bat John C. Heenan dans le 24e round et conserve le titre de Champion anglais[1]. C'est le dernier combat d'Heenan[2].

### XXesiècle: de1901à1950
- 1939 :
  - (Football américain) : Packers de Green Bay devient champion de la National Football League.

### XXIesiècle
- 2006 :
  - (Boxe) : le boxeur russe Oleg Maskaev défend avec succès son titre WBC des lourds en battant aux points l'Ougandais Peter Okhello au stade Olimpiïski de Moscou, portant son bilan en carrière à 34 victoires pour 5 défaites.

## Naissances

### XIXesiècle
- 1865 :
  - René de Knyff, pilote de courses automobile et dirigeant sportif franco-belge. Président de la FISA de 1922 à 1946. († 29 mai 1955).
- 1867 :
  - Wilberforce Eaves, joueur de tennis britannique. Médaillé de bronze du simple aux Jeux de Londres 1908. († 2 février 1920).
- 1879 :
  - James Norris, dirigeant sportif de hockey sur glace canadien. Propriétaire de club de hockey sur glace. († 4 décembre 1952).
- 1880 :
  - Conant King, athlète de sauts américain. Médaillé d'argent de la hauteur sans élan et du triple saut sans élan aux Jeux de Saint-Louis 1904. († 19 février 1958).
- 1882 :
  - Louis Wilkins, athlète de sauts américain. Médaillé d'argent de la perche aux Jeux de Saint-Louis 1904. († 6 avril 1950).
- 1885 :
  - Eugène Auwerkeren, gymnaste belge. Médaillé d'argent du concours par équipes aux Jeux d'Anvers 1920. († ?).
- 1887 :
  - Arthur Hoffmann, athlète de sprint allemand. Médaillé d'argent du relais olympique aux Jeux de Londres 1908. († 4 avril 1932).

### XXesiècle: de1901à1950
- 1903 :
  - Márton Bukovi, footballeur puis entraîneur hongrois. (12 sélections en équipe nationale). Sélectionneur de l'équipe de Hongrie de 1956 à 1957. († 2 février 1985).
  - James Ireland, joueur de rugby écossais. Vainqueur du Grand Chelem 1925 et du Tournoi des Cinq Nations 1927. (11 sélections en équipe nationale). († 25 décembre 1998).
- 1904 :
  - Giuseppe Torriani, footballeur italien. († 21 janvier 1942).
- 1906 :
  - Jules Ladoumègue, athlète de fond et demi-fond français. Médaillé d'argent du 1 500 m aux Jeux d'Amsterdam 1928. Auteur de 6 records du monde. († 3 mars 1973).
- 1907 :
  - Lucien Laurent, footballeur puis entraîneur français. (10 sélections en équipe de France). († 11 avril 2005).
  - Harry Payne, joueur de rugby gallois. (1 sélection en équipe nationale). († 22 décembre 2000).
- 1908 :
  - Mario Evaristo, footballeur argentin. Vainqueur de la Copa América 1929. (9 sélections en équipe nationale). († 30 avril 1993).
- 1918 :
  - Anatoli Tarassov, entraîneur de hockey sur glace soviétique puis russe. Sélectionneur des équipes championne olympique aux Jeux d'Innsbruck 1964, aux Jeux de Grenoble 1968 et aux Jeux de Sapporo 1972 puis des équipes championne du monde de hockey sur glace 1963, 1965, 1966, 1967, 1969, 1970, 1971. († 23 juin 1995).
- 1922 :
  - George Knobel, entraîneur de football néerlandais. († 5 mai 2012).
- 1928 :
  - Gerhard Holup, pilote de courses automobile d'endurance allemand. († 2 mars 2012).
- 1937 :
  - Gérard Mauduy, joueur de rugby français. Vainqueur du Tournoi des cinq nations 1961. (7 sélections en équipe de France).
- 1939 :
  - Jaroslav Jirik, hockeyeur sur glace puis entraîneur tchécoslovaque puis tchèque. Médaillé de bronze aux Jeux d'Innsbruck 1964 et médaillé d'argent aux Jeux de Grenoble 1968. (134 sélections en équipe nationale). († 11 juillet 2011).
- 1944 :
  - Steve Renko, joueur de baseball américain.
- 1947 :
  - Jürgen Barth, pilote de courses automobile d'endurance allemand. Vainqueur des 24 heures du Mans 1977.

### XXesiècle: de1951à2000
- 1954 :
  - Price Cobb, pilote de courses automobile d'endurance américain. Vainqueur des 24 Heures du Mans 1990.
- 1956 :
  - Georges Van Straelen, footballeur puis entraîneur français. († 26 octobre 2012).
- 1959 :
  - Mark Aguirre, basketteur américain.
  - Christophe Auguin, navigateur français. Vainqueur du Vendée Globe 1997.
- 1961 :
  - Mark McKoy, athlète de haies canadien. Champion olympique du 110m aux Jeux de Barcelone 1992.
- 1963 :
  - Jahangir Khan, joueur de squash pakistanais. Champion du monde de squash 1981, 1982, 1983, 1984, 1985 et 1988.
- 1966 :
  - Mel Rojas, joueur de baseball dominicain.
- 1969 :
  - Rob Blake, hockeyeur sur glace canadien. Champion olympique aux Jeux de Salt Lake City. Champion du monde de hockey sur glace 1994 et 1997.
  - Martin Freinademetz, snowboardeur puis dirigeant sportif et ensuite pilote de rallye moto autrichien. Membre de la ISF.
- 1971 :
  - Carla Sacramento, athlète de fond portugaise. Championne du monde d'athlétisme du 1 500 m 1997.
- 1979 :
  - Ildefons Lima, footballeur andorran. (134 sélections en équipe nationale).
- 1981 :
  - René Bourque, hockeyeur sur glace canadien.
  - Liam de Young, joueur de hockey sur gazon australien. Champion olympique aux Jeux d'été de 2004 à Athènes et médaillé de bronze aux Jeux de 2008 et de 2012. Vainqueur de la Coupe du monde en 2014 et du Champions Trophy en 2005, 2010 et 2011.
  - Fábio Rochemback, footballeur brésilien. (7 sélections en équipe nationale).
- 1982 :
  - Aïmen Demai, footballeur franco-algérien-tunisien. (2 sélections avec l'équipe de Tunisie).
  - Nathan Guenin, hockeyeur sur glace américain.
- 1984 :
  - Edina Gallovits, joueuse de tennis roumaine.
  - Romeo Travis, basketteur américano-macédonien.
- 1985 :
  - Charlie Adam, footballeur écossais. (26 sélections en équipe nationale).
  - Sander Armée, cycliste sur route belge.
- 1986 :
  - Dane Coles, joueur de rugby néo-zélandais. Champion du monde de rugby à XV 2015. Vainqueur des The Rugby Championship 2013, 2014 et 2016. (46 sélections en équipe nationale).
  - Romain Duport, basketteur français.
  - Pablo Quintanilla, pilote moto de rallye-raid et d'enduro chilien.
- 1987 :
  - Sergio Henao, cycliste sur route colombien. Vainqueur du Tour de Colombie 2010.
  - Gonzalo Higuaín, footballeur franco-argentin. (75 sélections avec l'équipe d'Argentine).
- 1988 :
  - Florence Kiplagat, athlète de fond kényane. Championne du monde de cross-country en individuelle et par équipes 2009. Victorieuse des Marathon de Berlin 2011 et 2013, des Marathon de Londres 2014 et 2016 puis du Marathon de Chicago 2015.
  - Neven Subotić, footballeur serbe.
- 1990 :
  - Lenka Dürr, volleyeuse allemande. (160 sélections en équipe nationale).
  - Kang Ga-ae, footballeuse sud-coréenne. (13 sélections en équipe nationale).
  - Pál Joensen, nageur féroïen.
  - Trent Lockett, basketteur américain.
  - Wil Myers, joueur de baseball américain.
  - Shoya Tomizawa, pilote de vitesse moto japonais. (1 victoire en Grand Prix). († 5 septembre 2010).
- 1991 :
  - Kiki Bertens, joueuse de tennis néerlandaise.
  - Elisa Longo Borghini, cycliste sur route italienne. Médaillée de bronze de la course en ligne aux Jeux de Rio 2016. Victorieuse de la Trofeo Alfredo Binda-Comune di Cittiglio 2013 et du Tour des Flandres 2015.
- 1993 :
  - Rachel Fattal, joueuse de water-polo américaine. Championne du monde en 2015, 2017, 2019 et 2022, championne olympique aux Jeux d'été de 2016 et de 2020.
  - Adrianna Płaczek, handballeuse polonaise. (5 sélections en équipe nationale).
  - Adrien Thomasson, footballeur franco-croate.
- 1995 :
  - Fredrik Aursnes, footballeur norvégien.
  - Tacko Fall, basketteur sénégalais.
  - Distria Krasniqi, judokate kosovare. Championne olympique des -48kg aux jeux de Tokyo 2020. Championne d'Europe de judo des -48kg 2021.
- 1996 :
  - Nguyễn Thị Thật, cycliste sur route vietnamienne.
  - Jonas Vingegaard, cycliste sur route danois. Vainqueur des Tours de France 2022 et 2023.
- 1998 :
  - Gervais Cordin, joueur de rugby à XV français.
- 1999 :
  - Domagoj Bradarić, footballeur croate.
  - Théo Faure, volleyeur français. (30 sélections en équipe de France).
- 2000 :
  - Jeremie Frimpong, footballeur néerlandais.

### XXIesiècle
- 2001 :
  - Mohamed Bamba, footballeur ivoirien.
  - Sam Sutton, footballeur néo-zélandais. (3 sélections en équipe nationale).
  - Ève Wembanyama, joueuse de basket-ball française.
- 2002 :
  - Nathan Bitumazala, footballeur franco-congolais.
  - Yeremay Hernández, footballeur espagnol.
- 2003 :
  - Colin Duffy, grimpeur américain. Vice-champion du monde du combiné en 2023.
- 2005 :
  - Ivan Demidov, joueur de hockey sur glace russe.

## Décès

### XXesiècle: de1901à1950
- 1914 : 
  - Robert Williams, 73 ans, archer américain. Champion olympique du round 60y par équipes puis médaillé d'argent du double york round et du double american round aux Jeux de Saint-Louis 1904. (° 24 janvier 1841).
- 1927 : 
  - Young Griffo, 56 ans, boxeur australien. Champion du monde poids plumes de boxe de 1890 à 1892. (° 1er janvier 1871).
- 1946 : 
  - Walter Johnson, 59 ans, joueur de baseball américain. (° 6 novembre 1887).

### XXesiècle: de1951à2000
- 1975 : 
  - Andrew Charlton, 68 ans, nageur australien. Champion olympique du 1 500 m nage libre, médaillé d'argent du relais 4×200m et de bronze du 400 m libre aux Jeux de Paris 1924 puis médaillé d'argent du 400 m nage libre et du 1 500 m aux Jeux d'Amsterdam 1928. (° 12 août 1907).
- 1977 :
  - Adolph Rupp, 76 ans, entraîneur de basket américain. (° 2 septembre 1901).
- 1994 : 
  - Alex Wilson, 89 ans, athlète de sprint et de demi-fond canadien. Médaillé de bronze du relais 4×400m aux Jeux d'Amsterdam 1928 puis médaillé d'argent du 800 m et médaillé de bronze du 400 m et du relais 4×400m aux Jeux de Los Angeles 1932. (° 1er décembre 1905).

### XXIesiècle
- 2006 : 
  - Anton Raab, 93 ans, footballeur puis entraîneur franco-allemand. (° 16 juillet 1913).
- 2010 : 
  - Marcel Domingo, 86 ans, footballeur puis entraîneur français. (1 sélection en équipe de France). (° 15 janvier 1924).
  - Jacques Swaters, 84 ans, pilote de courses automobile belge. (° 30 octobre 1926).
- 2015 : 
  - Arnold Peralta, 26 ans, footballeur hondurien. (27 sélections en équipe du Honduras). (° 29 mars 1989).
  - Dolph Schayes, 87 ans, joueur de basket-ball américain.
- 2017 : 
  - Zarley Zalapski, 49 ans, hockeyeur sur glace canado-suisse. (° 22 avril 1968).